# 野口昂明

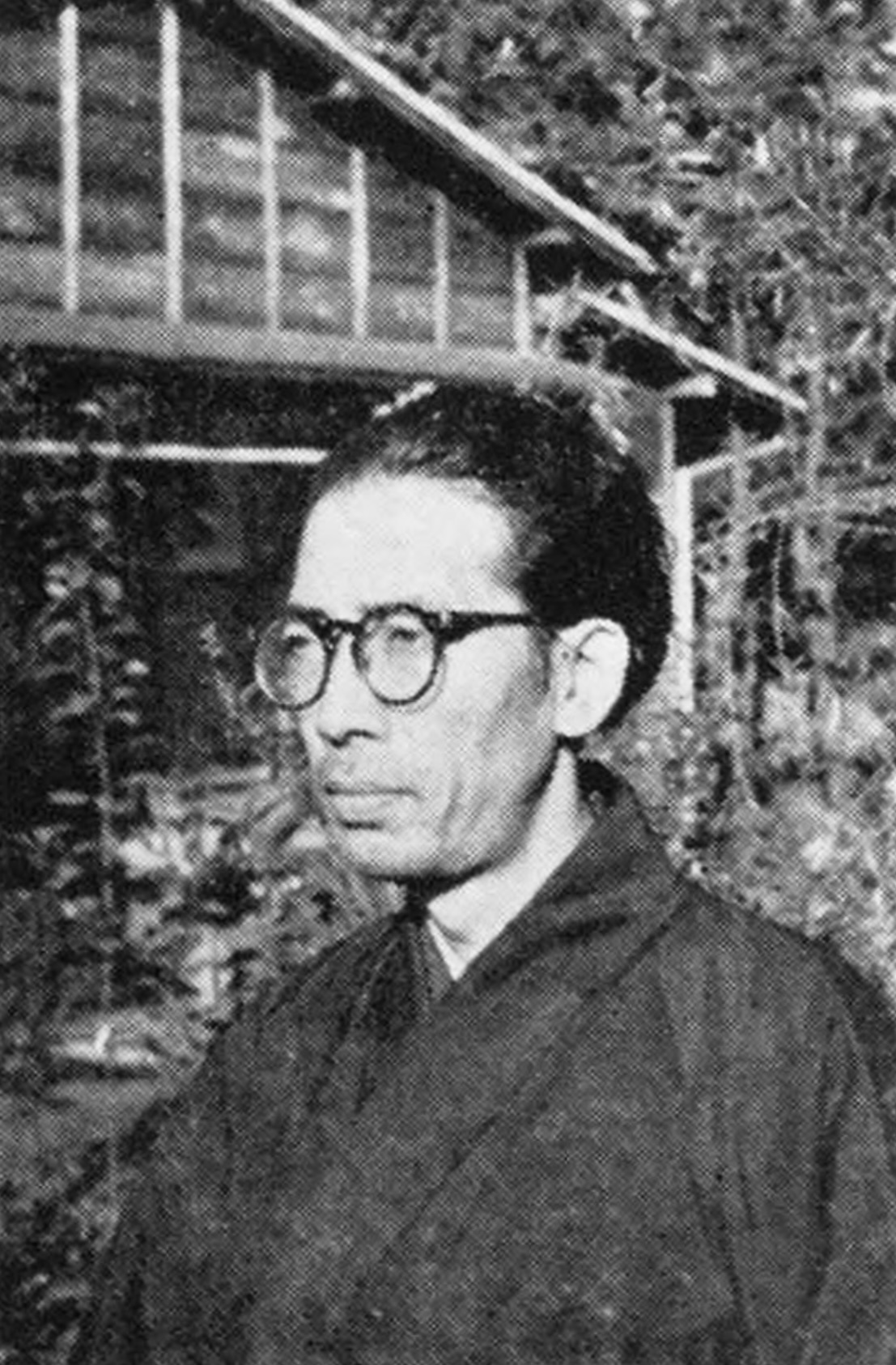
『さしゑ』第3号（1956年）

野口 昴明（のぐち こうめい、1909年8月17日 - 1982年11月15日）とは大正から昭和にかけての日本の挿絵画家である。

## 来歴
小田富弥及び伊東深水の門人。本名は野口久夫。久弥と号す。愛知県生まれ。1927年に愛知県立工業学校図案科を卒業。1935年に中里介山の依頼により『大菩薩峠』の挿絵を描いたことで、挿絵界の第一人者として知られるようになった。昴明は戦国時代を好み、山手樹一郎、中山義秀、池波正太郎と組んだ作品を多く手掛けている。他に永井路子、今東光らの作品の挿絵を描いており、代表作には1936年の『大菩薩峠絵本』が挙げられる。

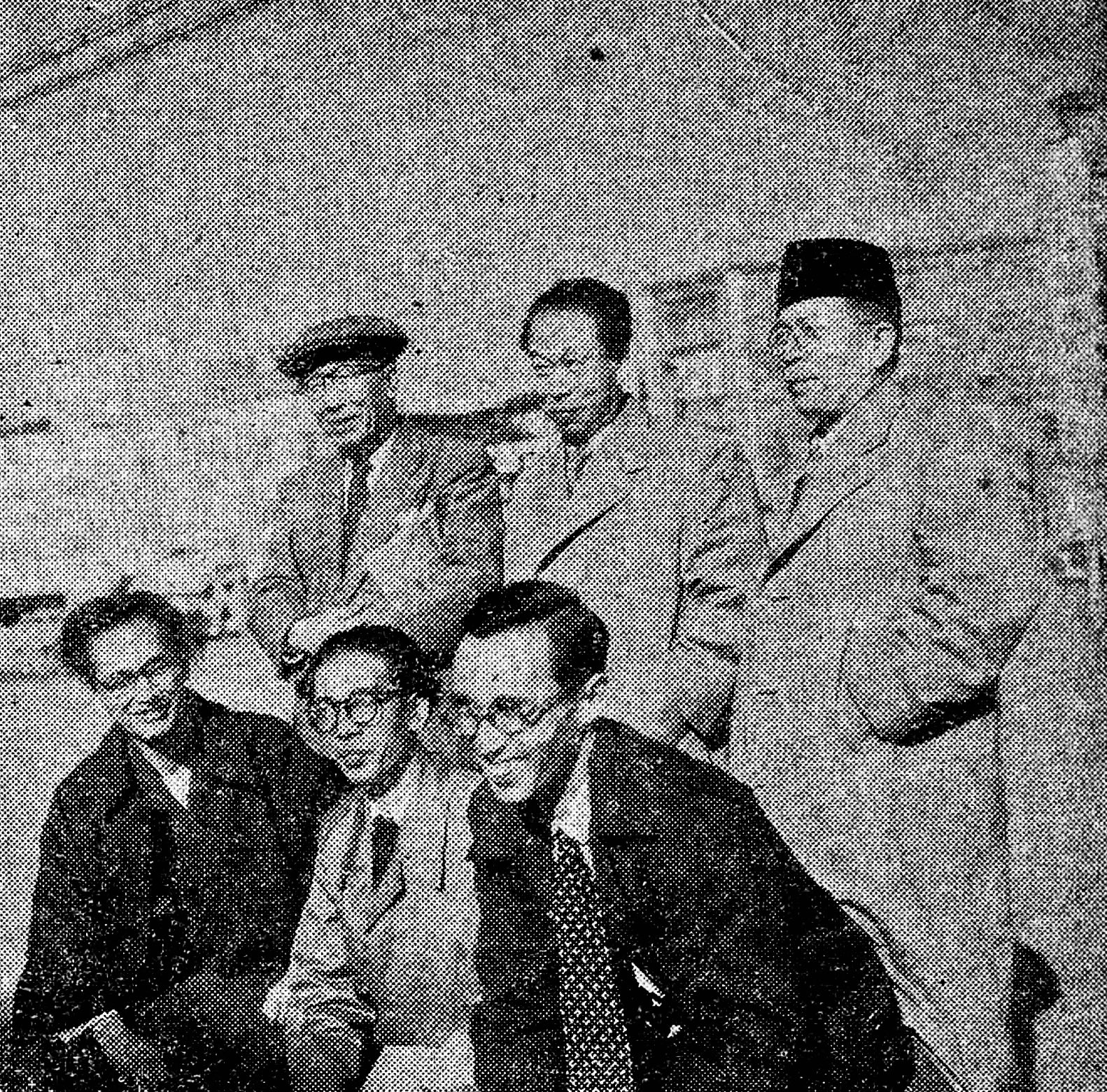
浅間温泉「小柳」で催された、雑誌『温泉』座談会。後列手前から順に戸川貞雄、白井喬二、江戸川乱歩。前列手前から順に河野通明、野口昂明、笹本寅。（1954年）

1982年没、享年73。

## 作品
- 『青春の風』 山手樹一郎著 講談社、1958年
- 『戦国梟雄伝』 中山義秀著
- 『武辺往来』 中山義秀著   中央公論社、1960年
- 『弁慶』今東光著  講談社、1966年
- 『堀部安兵衛』 池波正太郎著  徳間書店、1967年
- 『王者の妻－秀吉の妻おねね』 永井路子著  講談社、1971年
- 『木枯し紋次郎－笛が流れた雁坂峠』 笹沢左保  小説現代 1973年4月号掲載
- 『木枯し紋次郎－唄を数えた鳴神峠』 笹沢左保  小説現代 1973年6月号掲載